# 貝爾納普 (蒙大拿州)
貝爾納普（英語：Belknap）是位於美國蒙大拿州桑德斯縣的普查規定居民點。

## 人口
根據2020年美國人口普查的數據，貝爾納普的面積為12.33平方千米，皆為陸地。當地共有人口161人，而人口密度為每平方千米13.06人。